# Autumn Variations
Autumn Variations — сьомий студійний альбом англійського співака і автора-виконавця Еда Ширана, випущений 29 вересня 2023 року на його лейблі Gingerbread Man. Всі пісні альбому були одноосібно спродюсовані Аароном Десснером, окрім пісні «Spring», співпродюсером якої став його брат-близнюк Брайс. Альбом став другим проектом Ширана у 2023 році, після травневого релізу його попереднього альбому - і першим студійним альбомом, авторські права на який належать йому.

## Список пісень
Автор музики і слів Ед Ширан і Аарон Десснер; продюсер - Десснер (якщо не зазначено інше). 
| Стандартне видання | Стандартне видання       | Стандартне видання             | Стандартне видання    | Стандартне видання |
| #                  | Назва                    | Автор                          | Продюсер(и)           | Тривалість         |
| ------------------ | ------------------------ | ------------------------------ | --------------------- | ------------------ |
| 1.                 | «Magical»                |                                |                       | 3:14               |
| 2.                 | «England»                |                                |                       | 3:46               |
| 3.                 | «Amazing»                |                                |                       | 4:05               |
| 4.                 | «Plastic Bag»            |                                |                       | 3:49               |
| 5.                 | «Blue»                   | Ширан Фой Венс                 |                       | 2:33               |
| 6.                 | «American Town»          |                                |                       | 3:17               |
| 7.                 | «That's on Me»           |                                |                       | 3:47               |
| 8.                 | «Page»                   |                                |                       | 3:51               |
| 9.                 | «Midnight»               |                                |                       | 2:59               |
| 10.                | «Spring»                 | Ширан А. Десснер Брайс Десснер | А. Десснер Б. Десснер | 2:58               |
| 11.                | «Punchline»              |                                |                       | 3:26               |
| 12.                | «When Will I Be Alright» |                                |                       | 2:55               |
| 13.                | «The Day I Was Born»     |                                |                       | 4:12               |
| 14.                | «Head > Heels»           |                                |                       | 4:13               |
| 49:05              |                          |                                |                       |                    |

## Чарти
| Чарт (2023)                                          | Найвища позиція |
| ---------------------------------------------------- | --------------- |
| Австралія Australian Albums (ARIA)                   | 1               |
| Австрія Austrian Albums (Ö3 Austria)                 | 1               |
| Бельгія Belgian Albums (Ultratop Flanders)           | 2               |
| Бельгія Belgian Albums (Ultratop Wallonia)           | 2               |
| Канада Canadian Albums (Billboard)                   | 4               |
| Croatian International Albums (HDU)                  | 4               |
| Чехія Czech Albums (ČNS IFPI)                        | 23              |
| Данія Danish Albums (Hitlisten)                      | 2               |
| Нідерланди Dutch Albums (MegaCharts)                 | 1               |
| Фінляндія Finnish Albums (Suomen virallinen lista)   | 9               |
| Франція French Albums (SNEP)                         | 5               |
| Німеччина German Albums (Offizielle Top 100)         | 1               |
| Greek Albums (IFPI)                                  | 57              |
| Угорщина Hungarian Albums (MAHASZ)                   | 18              |
| Icelandic Albums (Plötutíðindi)                      | 22              |
| Ірландія Irish Albums (OCC)                          | 2               |
| Італія Italian Albums (FIMI)                         | 15              |
| Японія Japanese Albums (Oricon)                      | 28              |
| Japanese Combined Albums (Oricon)                    | 36              |
| Japanese Hot Albums (Billboard Japan)                | 26              |
| Lithuanian Albums (AGATA)                            | 79              |
| Нова Зеландія New Zealand Albums (Recorded Music NZ) | 2               |
| Норвегія Norwegian Albums (VG-lista)                 | 3               |
| Португалія Portuguese Albums (AFP)                   | 8               |
| Шотландія Scottish Albums (OCC)                      | 2               |
| Slovak Albums (ČNS IFPI)                             | 4               |
| Іспанія Spanish Albums (PROMUSICAE)                  | 15              |
| Швеція Swedish Albums (Sverigetopplistan)            | 3               |
| Швейцарія Swiss Albums (Schweizer Hitparade)         | 2               |
| Велика Британія UK Albums (OCC)                      | 1               |
| Велика Британія UK Independent Albums (OCC)          | 1               |
| США Billboard 200                                    | 4               |
| США Folk Albums (Billboard)                          | 1               |

## Сертифікації
| Регіон                                                      | Сертифікація | Продажі |
| ----------------------------------------------------------- | ------------ | ------- |
| Велика Британія (BPI)                                       | Срібний      | 60 000  |
| продажі+прослуховування, що базуються лише на сертифікаціях |              |         |